# Sofiane Ait Ali
 (mars 2020).
Sofiane Ait Ali (arabe : سفيان آيت علي) est un footballeur algérien né le 23 février 1977 à Annaba. Il évoluait au poste de défenseur central.

## Biographie
Sofiane Ait Ali commence sa carrière à l'IRB El Hadjar, où il joue pendant cinq saisons. Il évolue ensuite en faveur de l'USM Annaba pendant six saisons. Il termine sa carrière à l'USM Dréan, où il reste deux saisons.
Il joue plus de 80 matchs en première division algérienne entre 2002 et 2006 avec l'équipe d'Annaba.